# ClamWin
ClamWin — вільний антивірусний сканер під Microsoft Windows 98/Me/2000/XP/2003. Він забезпечує графічний інтерфейс до пакету Clam AntiVirus.
ClamWin Free Antivirus випускається під ліцензією GNU General Public License і є вільним програмним забезпеченням. Він поставляється з дружнім інсталятором та джерельними кодами безкоштовно.
Можливості ClamWin: 
- Планувальник сканування за розкладом
- Автоматичне оновлення антивірусної бази
- Антивірусний сканер
- Інтеграція в контекстне меню Провідника в Windows
- Плаґін для Microsoft Outlook

Також існують плаґіни для Mozilla Firefox, які можуть використовувати ClamWin Free Antivirus для перевірки звантажуваних файлів на віруси:
- ClamWin Antivirus Glue for Firefox (зараз підтримується лише версія для Firefox 1.5).[1]
- FireClam [2]

## Резидентне сканування
В даний час ClamWin не може працювати як антивірусний монітор, можливості резидентного сканування планується додати в наступних версіях.
Програма WinPooch дозволяє використовувати ClamWin як резидентний сканер (перевіряти усі програми, що запускаються, на безпеку). Окрім цього вона включає функцію контролю мережі. 
Не-дочірній проєкт „Clam Sentinel“ є додатком, що забезпечує сканування в режимі реального часу з використанням ClamWin.

## Зовнішні посилання
- Офіційний вебсайт проєкту [Архівовано 14 листопада 2007 у Wayback Machine.]
- Сторінка проєкту на SourceForge.net [Архівовано 24 жовтня 2007 у Wayback Machine.]
- Antivirus Tools: Clam AV Is The Best — But Where Are The Rest? [Архівовано 4 травня 2017 у Wayback Machine.](англ.)
- Проєкт WinPooch